# ハンバントタ県
ハンバントタ県（ハンバントタけん、シンハラ語: හම්බන්තොට දිස්ත්‍රික්කය、タミル語: அம்பாந்தோட்டை மாவட்டம்、英語: Hambantota District）は、スリランカ南海岸の南部州に属する県。面積は2,609 km²で、非常に乾燥した気候をしている。県都はハンバントタ。その他の主要な町としてはタンガッラ、アンバラントタ、ティッサマハーラーマ、それにベリアッタが存在する。
1948年のスリランカ独立以前の近代的な開発が行われる前は、この地域では焼畑農業や灌漑無しの水田稲作といった特徴的な農業が行われていた。高地ではkurakkan（シコクビエ）やトウモロコシといった穀物の栽培が行われた。

## 地理
ハンバントタ県はスリランカ南海岸のインド洋に面した平野部にあり、東西に並ぶ南部州3県の中で東側に位置する。県自体も東西に伸びた形をしており、西でマータラ県、北西でサバラガムワ州のラトゥナプラ県、北でウバ州のモナラーガラ県、北東で東部州のアンパーラ県と接する。県庁所在地であるハンバントタは、県の東西中央南側のインド洋に面した沿岸部に位置している。

### 主要な都市及び町
- ハンバントタ - Municipal Council
- タンガッラ - Urban Council

### 主要港湾
- ハンバントタ港

## 人口動態
2012年現在のハンバントタ県の人口は595,877人。2001年の調査では人口の96%が農村部に居住していた。失業率は13.4%であり、これは当時の全国平均8.3%と比較して高い数字である。就業人口の42.2%が農業部門に従事しており、23.3%が鉱工業部門、残りの34.5%がサービス部門であった。

### 民族
| 民族               | 人口    | %     |
| ------------------ | ------- | ----- |
| シンハラ           | 579,032 | 97.1% |
| スリランカ・マレー | 8,210   | 1.4%  |
| スリランカ・ムーア | 6,556   | 1.1%  |
| スリランカ・タミル | 2,111   | 0.4%  |
| バーガー           | 138     | 0.0%  |
| インド・タミル     | 136     | 0.0%  |
| その他             | 434     | 0.0%  |

### 宗教
| 宗教               | 人口    | %     |
| ------------------ | ------- | ----- |
| 仏教               | 577,284 | 96.8% |
| イスラム教         | 15,163  | 2.5%  |
| ヒンドゥー教       | 1,243   | 0.2%  |
| カトリック         | 1,098   | 0.2%  |
| その他のキリスト教 | 1,511   | 0.3%  |
| その他             | 318     | 0.1%  |